# Utricularia macrorhiza
Utricularia macrorhiza — вид рослин із родини пухирникових (Lentibulariaceae). 

## Біоморфологічна характеристика
U. macrorhiza — плавуча рослина з шістьма-двадцятьма великими двосторонньо-симетричними жовтими квітками, які з'являються в червні, липні та серпні й тримаються на прямовисному стеблі.

## Середовище проживання
Зростає у Північній Америці (Мексика, США, Канада, Сент-П'єр і Мікелон) та Азії (Китай, Росія, Монголія, Японія).